# جبريل ميغيل غيرا
جبريل ميغيل غيرا (بالإسبانية: Gabriel Guerra)‏ (17 أبريل 1993 ببوينس آيرس في الأرجنتين - ) هو لاعب كرة قدم أرجنتيني في مركز الهجوم. لعب مع بوكا جونيورز.

## وصلات خارجية
- جبريل ميغيل غيرا على موقع قاعدة بيانات كرة القدم.إي يو (الإنجليزية)
- جبريل ميغيل غيرا على موقع Soccerway.com (الإنجليزية)